# Sapowednik
Ein Sapowednik (russisch заповедник, ukrainisch Заповідник/Sapowidnyk, belarussisch запаведнік/Sapawednik; wissenschaftliche Transliteration und englische Schreibweise Zapovednik) sind die wichtigste nationale Kategorie für Naturschutzgebiete in Russland und werden im Englischen als „strictly protected areas“ und im Deutschen als „Totalreservat“ bezeichnet. Von der Weltnaturschutzunion (IUCN) werden sie der höchstmöglichen Schutzgebietskategorie I zugeordnet.
Historisch war im Russischen Reich, der Sowjetunion und ist im postsowjetischen Raum ein Sapowednik ein Schutzgebiet mit besonderem rechtlichen Status. Obwohl teilweise strenger geschützt als Nationalparks nach IUCN Standard, wurden die Sapowedniki in der westlichen Literatur häufig als Sowjetische Nationalparks beschrieben. Zum Zeitpunkt des Zerfalls der Sowjetunion befanden sich auf ihrem Territorium über hundert Sapowedniki.
Neben den klassischen Naturschutzgebieten können auch historisch, kulturell oder kunsthistorisch wichtige Gebiete, Gebäude oder Anlagen sowie Orte, die für das kollektive Gedächtnis der Gesellschaft von Relevanz sind, den Status des Sapowedniks erhalten. Die Region des Baikalsees wurde um 1966 als erster Sapowednik der Sowjetunion ausgewiesen.

## Schutz
Innerhalb der Grenzen eines Sapoweniks ist keinerlei wirtschaftliche Tätigkeit zugelassen, die den Zweckbestimmungen des Sapowedniks widerspricht oder eine Bedrohung mit schädlichen Einflüssen auf die natürlichen Prozesse darstellt. Daher ist das Betreten der Kernzone eines Sapowedniks grundsätzlich verboten. Lediglich für Wissenschaftler oder betuchte Touristen (die sich offiziell an wissenschaftlichen Studien beteiligen) gibt es in sehr beschränktem Umfang Ausnahmegenehmigungen. Die Kernzone eines Sapowedniks wird in der Regel von einer Pufferzone umgeben, in der eine eingeschränkte Landnutzung gestattet ist. Strikt verboten sind Fischfang, Holzeinschlag, Bautätigkeit, Straßenbau u.v. a.m. Diese Verbote gelten nur dann nicht, wenn sie auf die Erfüllung der Zwecke des Sapowedniks gerichtet sind.
Ein Sapowednik ist eine juristische Person, verfügt über eine Verwaltung mit einem Direktor an der Spitze und einen Sicherheitsdienst sowie wissenschaftliche Unterabteilungen. Verletzungen des Rechtsregimes können vor Gericht gebracht werden. Die einzelnen Sapowedniki verfügen über ein Budget und eine eigene Infrastruktur, zu der auch ein fester Stamm von Mitarbeitern gehört (u. a. ein Direktor, mehrere Ranger sowie wissenschaftliche Berater).

## Sapowedniki in Russland

### Staatlicher Darwin-Biosphärensapowednik
Der Staatliche Darwin-Biosphärensapowednik, der den nordwestlichen Teil des Rybinsker Stausees an der Wolga einnimmt, wurde 1945 nach dem Bau des Rybinsker Wasserkraftwerkes eingerichtet. Er dient der Erforschung der durch die Entstehung des 4580 km² großen Stausees eingetretenen Veränderungen in der natürlichen Umwelt.

### Kolomenskoje
Zu den berühmtesten Sapowedniki gehört der im Süden Moskaus gelegene Staatliche Kunst-, Geschichts- und Architektur- sowie naturlandschaftliche Museums-Sapowednik (государственный художественный историко-архитектурный и природно-ландшафтный музей-заповедник) Kolomenskoje (russisch Коломенское). Er wurde 1923 auf dem Gelände eines Gutes russischer Großfürsten und Zaren gegründet. Heute ist der rund 390 ha große Park ein beliebtes Ausflugsziel und Naherholungsgebiet der Moskauer sowie von Touristen. Auf dem Gelände von Kolomenskoe befinden sich u. a. rund 20 Architekturdenkmäler.

## Sapowedniki in der Ukraine
In der Ukraine wurde das rechtliche Regime für Naturschutzgebiete (ukrainisch Заповідник природний/Sapowidnyk pryrodnyj) 1992 im Gesetz Über den Bestand von Naturschutzgebieten der Ukraine (Pro pryrodno-sapowidnyj fond Ukraïny) festgelegt. Die Entscheidung über Einrichtung und Landzuteilung fällt demnach der Präsident.

### Kiewer Höhlenkloster
In Kiew befindet sich am Ufer des Dnepr das Kiewer Höhlenkloster, das seit 1926 den Status eines historisch-kulturellen Museums-Sapowedniks besitzt. Auf seinem Territorium befindet sich neben dem wiedereröffneten Kloster eine Reihe von Museen.

### Nationaler Sapowednik „Chortyzja“
Der Status des Nationalen Sapowedniks „Chortyzja“, der die Dnepr-Insel Chortyzja, das zu ihr gehörige Aquatorium sowie die gegenüberliegenden Ufer und einige kleinere Inseln umfasst, ist in der Ukraine recht neu und wurde dem ehemals Historisch-kulturellen Sapowednik auf der Insel Chortyzja erst 1993 verliehen.
Der Status „national“ wird laut Verordnung des Vize-Premiers und des Ministerkabinetts der Ukraine vom 1. Juli 1992, Nr. 364, „kulturellen Einrichtungen, die eine herausragende Rolle im geistigen Leben des Volkes spielen“, verliehen. Dieser Status bedeutet ein größeres Prestige für die betreffende Einrichtung, aber auch die Finanzierung aus dem Staatsbudget und das Verbot von (auch teilweisen) Privatisierungen.
Der Nationale Sapowednik „Chortyzja“ liegt im Stadtgebiet von Saporischschja im Osten der Ukraine und ist der Untersuchung, Erschließung und dem Schutze sowohl der Natur, als auch des historischen Erbes der Insel, das neben der Geschichte der Kosaken u. a. auch die prähistorischer Kulturen beinhaltet, gewidmet.

## Sapowedniki in Belarus

### Polessischer Staatlicher Radioökologischer Sapowednik
Im Süden von Belarus an der Grenze zur Ukraine befindet sich der Polessische Staatliche Radioökologische Sapowednik, der nach der Nuklearkatastrophe von Tschernobyl angrenzend zur ukrainischen Sperrzone von Tschernobyl errichtet wurde.